# Szczytna

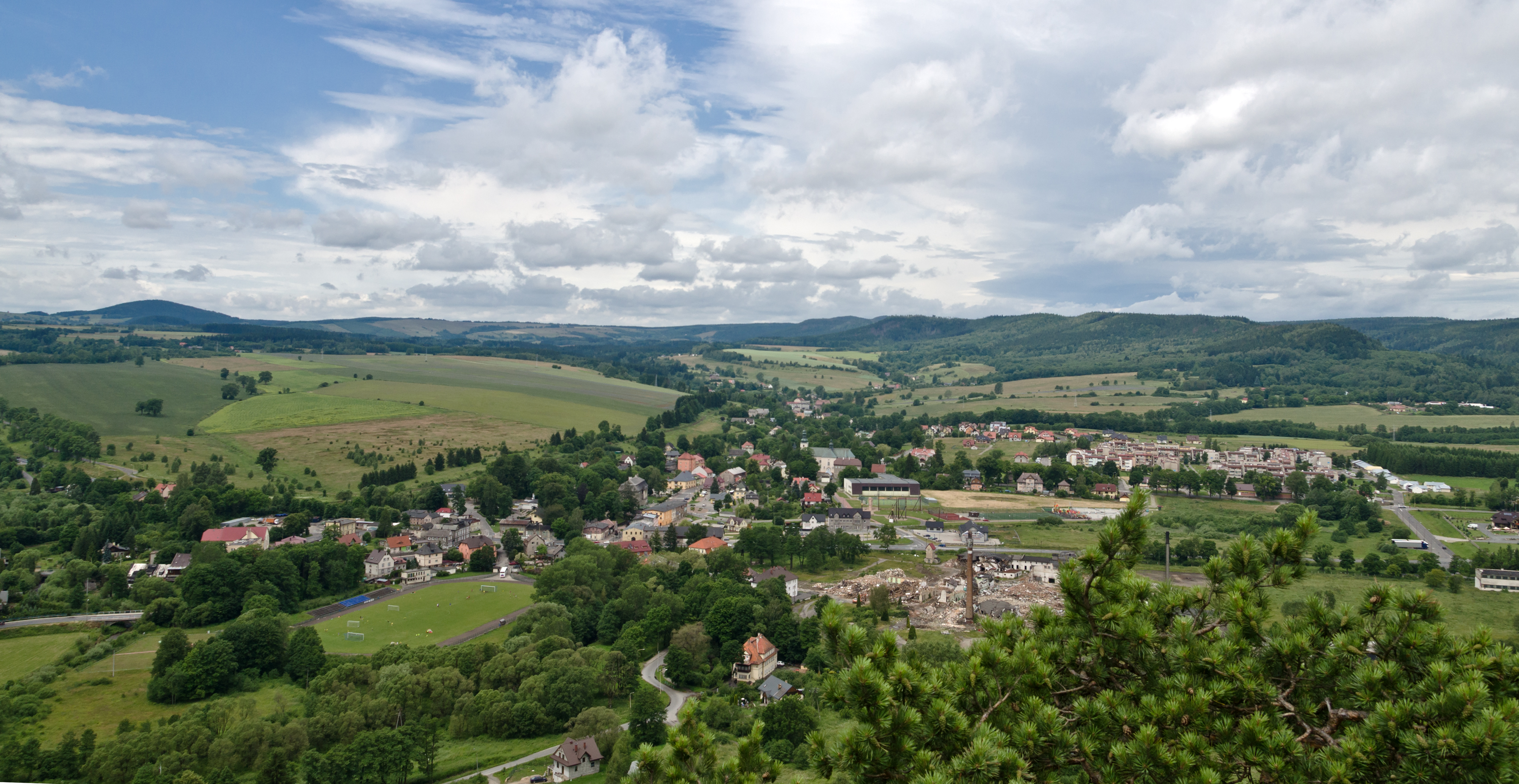
Szczytna Panorama (2014)

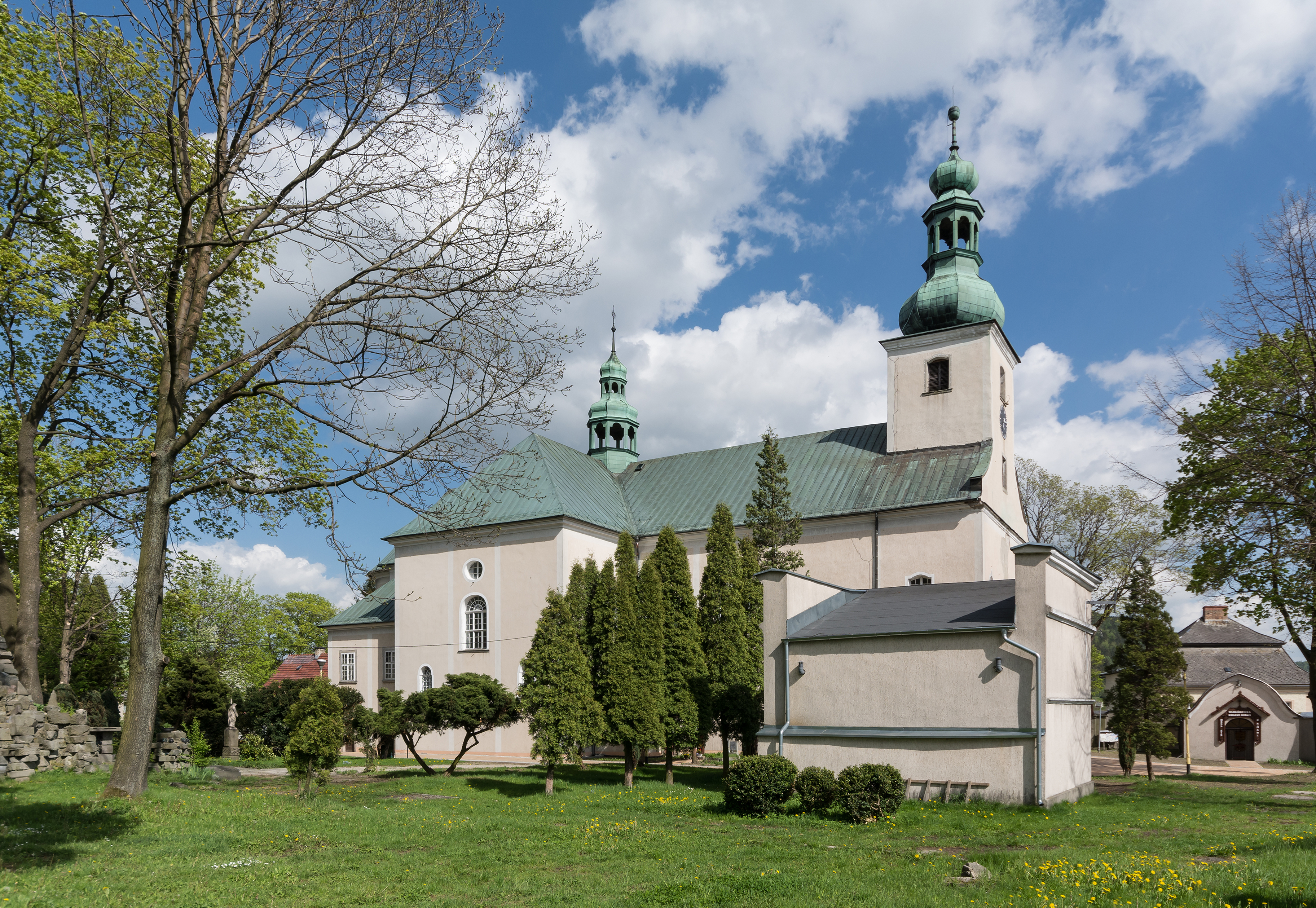
Pfarrkirche St. Johannes der Täufer

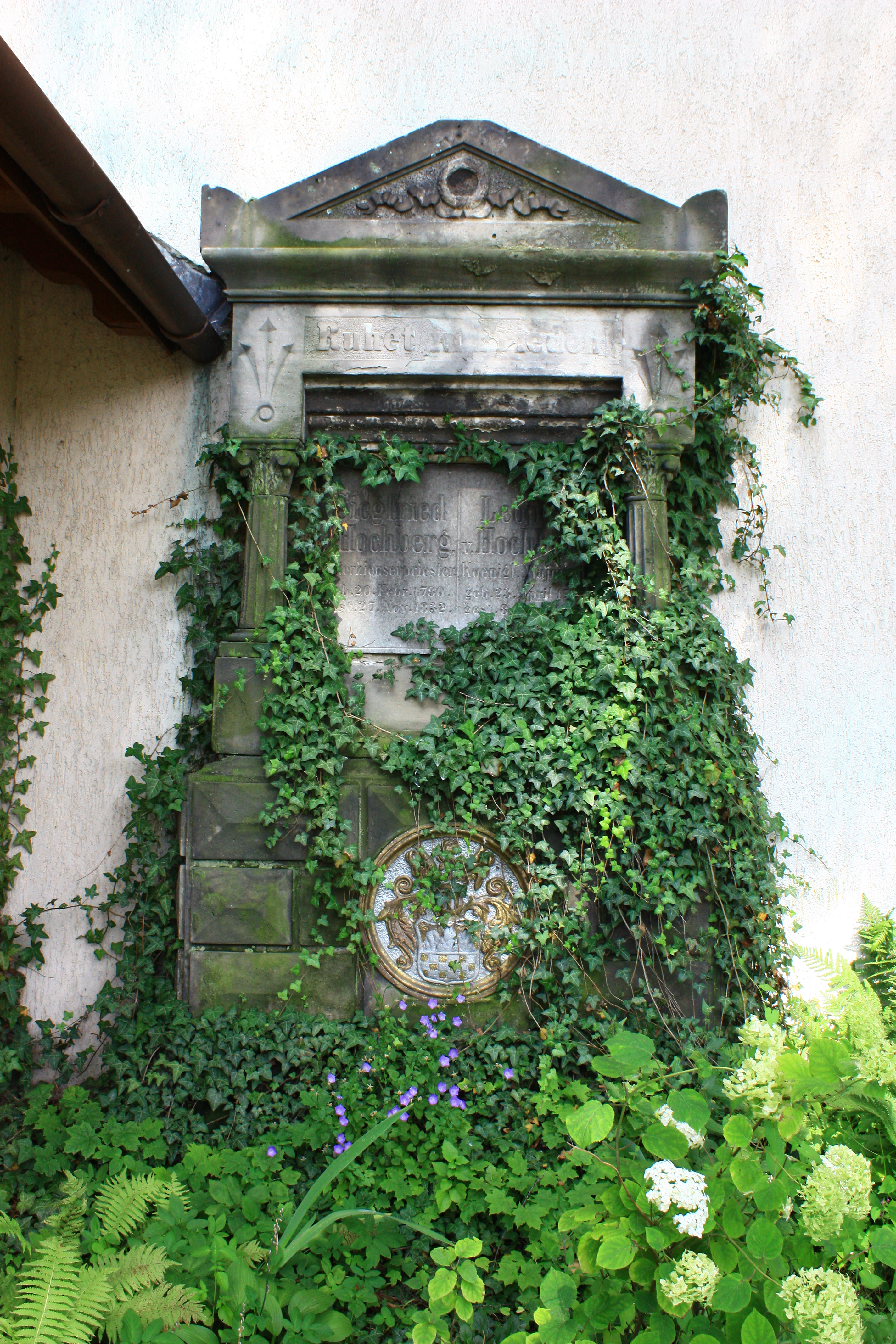
Grabstätte des königlichen Majors Leopold von Hochberg (rechts) und seines Bruders Siegfried auf dem Pfarrfriedhof in Rückers

Szczytna (deutsch: Rückers) ist eine Stadt in der Stadt- und Landgemeinde Szczytna im Powiat Kłodzki der Woiwodschaft Niederschlesien in Polen. Sie ist zugleich Sitz der gleichnamigen Stadt- und Landgemeinde mit 7185 Einwohnern (Stand 31. Dezember 2020).

## Geografie
Szczytna liegt zwischen dem Heuscheuergebirge und dem Habelschwerdter Gebirge in einem von der Reinerzer Weistritz (polnisch Bystrzyca Dusznicka) durchflossenen Talkessel am Eingang des Höllentales (polnisch Piekielna Dolina). Nachbarorte sind Polanica-Zdrój (Altheide Bad) im Osten, Sokołówka (Falkenhain) im Südosten, Bobrowniki (Biebersdorf) und Szklarnia (Gläsendorf, auch Glasendorf) im Süden, Bystra (Hartau), Duszniki-Zdrój (Bad Reinerz) und Dolina (Hermsdorf) im Westen sowie Złotno (Goldbach), Ocieszów (Utschendorf) und Batorów (Friedrichsgrund) im Nordwesten.

### Ortsteile
Folgende ehemals selbständige Dörfer gehören als Ortsteile zur Stadt Szczytna:
- Borek (Walddorf)
- Batorów (Friedrichsgrund)
- Bystra (Hartau)
- Ocieszów (Utschendorf)
- Szklarnia (Gläsendorf)

## Geschichte
Die erste urkundliche Erwähnung von „Rukers“, das in älteren Urkunden auch als „Rückarsdorf“ bezeichnet wird, stammt aus dem Jahre 1347. Der Name bezieht sich wohl auf den hessischen Ort gleichen Namens, weil viele der Siedler aus Hessen stammten. Es bestand zunächst aus zwei Anteilen und einem Freirichtergut. Ein Teil gehörte zur Herrschaft Hummel und war 1351 im Besitz des Nikel von Glaubos (Glaubitz). Für den anderen Teil, der von Anfang an zum Glatzer Land gehörte, das 1459 zur Grafschaft Glatz erhoben wurde, ist für 1460 Georg von Lazan nachgewiesen, der ihn 1463 dem Glatzer Landschreiber Paul von Grätz verkaufte. 1478 besaß diesen Teil Sigmund von Lazan, der ohne Nachkommen starb, wodurch seine Besitzungen als erledigtes Lehen durch Heimfall an Herzog Heinrich d. Ä. in dessen Eigenschaft als Graf von Glatz fielen. Dieser schenkte 1494 die Hälfte von Rückers dem Glatzer Augustiner-Chorherrenstift, das diesen Anteil 1543 dem Glatzer Landeshauptmann Hans Prag von Wellnitz verkaufte. Er erwarb 1546 auch das Rückerser Erbrichtergut und erbaute zwei Jahre später ein herrschaftliches Wohnhaus. 1552 kamen beide Güter an den Glatzer Pfandherrn Ernst von Bayern, dem seit 1549 auch die Herrschaft Hummel gehörte, sodass nunmehr alle Anteile von Rückers unter einem Besitzer vereint waren. Herzog Ernsts Erben verkauften 1567 die ganze Grafschaft Glatz sowie die Herrschaft Hummel dem böhmischen Landesherrn Rudolf II., wodurch ganz Rückers nunmehr der landesherrlichen Kammer unterstand.
1579 übergab Kaiser Rudolf II. das Kammergut Rückers mit allen Rechten und einem Steinbruch seinem Rat und Leibarzt Johann Crato von Krafftheim als Lehen. Dieser erbaute an der Stelle des herrschaftlichen Wohnhauses ein Schloss, auf das er sich nach der Entlassung aus dem Hofdienst zurückzog. Er war mit Martin Luther und Philipp Melanchthon befreundet und erbaute 1580 mit Genehmigung und finanzieller Unterstützung des Landesherrn eine kleine Kirche, an der er eine reformierte Gemeinde gründete. Die Kirche soll das älteste lutherische Gotteshaus der Grafschaft Glatz und ganz Schlesiens gewesen sein. Nach Cratos Tod 1606 erbte dessen Sohn Johannes das Gut Rückers, von dem es auf dessen Witwe Anna, geborene Heugel von Polkowitz, überging. Sie verheiratete sich in zweiter Ehe mit dem Breslauer Landeshauptmann Abraham Jenkwitz und nach dessen Tod 1609 in dritter Ehe mit dem kaiserlichen Hofkammerrat Paul von Krauseneck. 1623 war sie wiederum Witwe.
Während des Dreißigjährigen Krieges plünderten 1627 die Kaiserlichen den Ort und brannten das Schloss nieder, das nach Kriegsende wieder errichtet wurde. Zu weiteren Plünderungen und Bränden kam es 1646 durch die Schweden.
1639 übergab Kaiser Ferdinand III. das Gut Rückers als Allodialbesitz dem Arzt Dr. Isaias Sachs. Dieser war ein Sohn des Neuroder Pfarrers Jonas Sachs und wirkte 1628 als Physikus der Grafschaft Glatz. Nach seiner Konversion zum Katholizismus wurde er kaiserlicher Leibarzt und Landphysikus von Böhmen. 1650 erhielt er vom böhmischen König Ferdinand IV. die Untertanen aus den drei Kammerdörfern Hartau, Utschendorf und Friedersdorf. Nach seinem Tod 1655 wurde seine Witwe Margareta (Sybilla), geborene von Hartig, Universalerbin. Sie hinterließ die Besitzungen 1668 testamentarisch ihrem Vetter Johann Isaias von Hartig. Dieser erwarb 1684 zur Herrschaft Rückers die Kammerdörfer Jauernig, Nerbotin, Löschney, Keilendorf, Tschischney, Kessel und Hallatsch sowie einen Wald, der sich von Rückers bis Passendorf erstreckte. 1685 kam zudem die ganze Herrschaft Koritau in seinen Besitz. Er starb 1708, und die Herrschaft Rückers fiel an seinen jüngsten (vierten) Sohn, den Freiherrn Christoph Cajetan von Hartig. Dieser starb 1719 ohne Nachkommen und vererbte das Gut Rückers seinem Bruder Johann Hubert Reichsgraf von Hartig, der um 1724 die Kolonie Johannesthal gründete. Nach seinem Tod 1741 erbte dessen Tochter Maria Antonia die Besitzungen. Sie war mit dem sächsischen Generalleutnant Reichsgraf Franz von Bellegarde verheiratet und vererbte die Herrschaft Rückers ihren Söhnen Friedrich und Heinrich.
Das 1721 bis 1723 errichtete katholische Gotteshaus war die ersten zwanzig Jahre eine Filialkirche der Pfarrei Pfarrkirche der hll. Peter und Paul Reinerz. 1743 wurde sie zur Pfarrkirche erhoben und nachfolgend die Dörfer Utschendorf, Gläsendorf und Hartau zu ihr gewidmet.
Nach dem Ersten Schlesischen Krieg 1742 und endgültig 1763 mit dem Hubertusburger Frieden fiel Rückers zusammen mit der Grafschaft Glatz an Preußen. Um 1781 gründete Friedrich von Bellegarde die Kolonie Friedrichsberg mit einem herrschaftlichen Vorwerk und zwölf Kolonistenhäusern. 1784 veräußerte er die Herrschaft Rückers dem preußischen Obristen Michael von Stillfried auf Neurode, von dem es sein zweiter Sohn Friedrich von Stillfried auf Hausdorf erbte. 1790 ließ der preußische König Friedrich Wilhelm II. auf dem 580 m hohen Steinberg ein Fort errichten, das der Landesverteidigung dienen sollte. 1796 verkaufte Friedrich von Stillfried die Herrschaft Rückers seinem Vetter Karl von Stillfried.
Nach der Neugliederung Preußens gehörte Rückers ab 1815 zur Provinz Schlesien und wurde 1816 dem Landkreis Glatz eingegliedert, mit dem es bis 1945 verbunden blieb. 1827 erwarb Leopold Karl Moritz von Hochberg die Herrschaft Rückers. Er ließ zwischen 1832 und 1838 das verfallene Fort zur Burg Waldstein umbauen. Nahe der Burg errichtete er die Glashütte Waldstein, um die eine Siedlung entstand, die den Grundstock für den Gutsbezirk Waldstein und die spätere Landgemeinde Walddorf bildete. Rückers blieb bis 1842 im Besitz der Grafen von Hochberg, dem eine ganze Reihe weiterer Besitzer folgten.
1874 wurde der Amtsbezirk Rückers gebildet, zu dem neben Rückers die Landgemeinden Hartau, Utschendorf und Walddorf sowie die Gutsbezirke Rückers und Waldstein gehörten. 1939 lebten in Rückers 4503 Einwohner.
Als Folge des Zweiten Weltkriegs fiel Rückers wie fast ganz Schlesien an Polen und wurde in Szczytna umbenannt. Die deutsche Bevölkerung wurde bis auf wenige Ausnahmen vertrieben. Die neu angesiedelten Bewohner waren zum Teil Zwangsumgesiedelte aus Ostpolen, das an die Sowjetunion gefallen war. Nachfolgend wurde Sitz einer Glasfachschule und erhielt 1960 den Status einer stadtartigen Siedlung, der 1973 das Stadtrecht verliehen wurde. Bis 1975 gehörte es Woiwodschaft Breslau und anschließend bis 1998 Woiwodschaft Wałbrzych (Waldenburg).

### Wirtschaftliche Entwicklung
Die Einwohner von Rückers waren vorwiegend Handwerker. Das Holz aus den Gebirgswäldern wurde in einer Sägemühle verarbeitet, und die Wasserkraft der Weistritz und des einmündenden Steinbaches trieb Mahlmühlen an. Im Dorf bestand eine Brauerei. Zudem war die Gegend von Rückers seit ältesten Zeiten ein bevorzugter Standort für Glashütten und Glasveredelungswerkstätten. Die Glashütte von Gläsendorf ist für das 15. Jahrhundert nachgewiesen. Seit 1770 entwickelte sich Friedrichsgrund zu einem bedeutenden Standort der Glasindustrie, und 1840 errichtete der damalige Grundherr Major Karl Leopold Moritz von Hochberg die Glashütte Waldstein, die zur Landgemeinde Walddorf gehörte. In Hartau und Gläsendorf befanden sich Glasveredelungsbetriebe. Mit dem Eisenbahnanschluss an der Bad Reinerz, die 1890 Rückers erreichte, wurde die weitere Entwicklung der Glasindustrie maßgeblich gefördert.

### Kristallglas-Hüttenwerk
Um 1870 entstand in Rückers eine Glasschleiferei, die später von Ferdinand Rohrbach und Carl Böhme erworben und 1895 um eine Glashütte erweitert wurde. 1897 erfolgte die Eintragung in das Handelsregister unter der Bezeichnung „Krystallglas-Hüttenwerke Rückers F. Rohrbach und Carl Böhme KG“. 1911 trat Wilhelm Knittel, Inhaber des gleichnamigen Porzellan- und Kristallgeschäfts in Breslau, als persönlich haftender Gesellschafter in die F. Rohrbach und Carl Böhme KG ein. Nach dem Ausscheiden der anderen Gesellschafter übernahm Wilhelm Knittel zum 1. September 1931 die übrigen Gesellschaftsanteile. Das Unternehmen erweiterte 1933 seine Produktionsanlagen durch die Inbetriebnahme einer weiteren Glashütte in Rückers und einer Niederlassung in Bad Reinerz. Unter der Schutzmarke „Glasbläser“ wurde kunstvoll geschliffenes Kristallglas hergestellt und in viele europäische Staaten sowie nach Südafrika und Südamerika geliefert. Für die Mitarbeiter wurden 24 werkseigene Wohnhäuser errichtet. 1939 wurden 857 Mitarbeiter beschäftigt. Nach dem Tod von Wilhelm Knittel 1939 wurde die Firma bis zur Enteignung 1946 von dessen älterem Sohn weiter geführt. Nach dem Übergang an Polen wurde der Betrieb verstaatlicht und firmierte nach Modernisierungsmaßnahmen 1960 unter der Bezeichnung „Huta Szkła Gospodarczego Sudety“. Seit 1959 wurde der Glaskünstler Zbigniew Horbowy beschäftigt sowie Stefan Sadowski. Hergestellt werden neben Gebrauchsglaswaren auch Laborgläser.

## Sehenswürdigkeiten

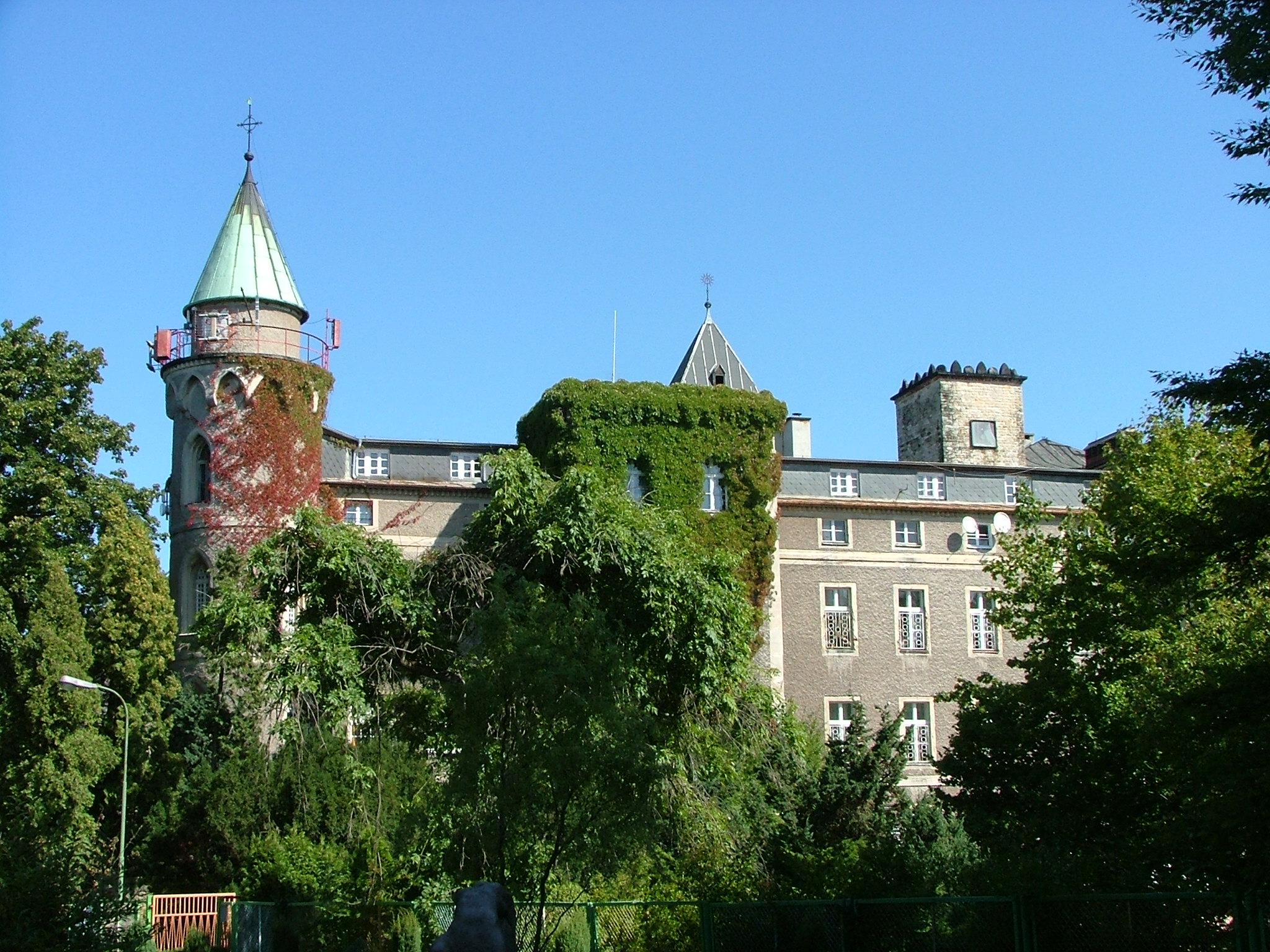
Burg Waldstein

- Die Pfarrkirche St. Johannes der Täufer wurde 1721–1723 errichtet und 1907–1909 erweitert. Der architektonische Hauptaltar mit den Figuren der hll. Johannes Baptist, Johannes Nepomuk, Elisabeth, Zacharias und Antonius stammt aus der zweiten Hälfte des 18. Jahrhunderts. Den Engel- und den Josefs-Altar in der Apsis und die Kanzel mit den Evangelistenfiguren schuf Michael Klahr d. Ä. um 1730.
- Mariensäule vor der Kirche von 1724
- Barockes Pfarrhaus von 1746
- Statue des böhmischen Landesheiligen Johannes Nepomuk von 1711 (an der Straßenabzweigung nach Polanica-Zdrój)
- Burg Waldstein: Der Entwurf für das vierflügelige neugotische Schloss mit Ecktürmen, das von Mauern und Zinnen umgeben ist, stammt von Karl Friedrich Schinkel. Es wurde 1832 bis 1838 erbaut und 1892 bis 1893 umgebaut. Erhalten ist die Ausstattung der Kapelle und des Rittersaals von 1893.

## Partnerschaften
- Międzychód, Polen
- Tegernheim, Deutschland
- Velké Poříčí, Tschechien

## Persönlichkeiten
- Heinz Hoffmann (1930–2013), Politiker
- Werner Skowron (1943–2016), Politiker
- Glasmacherfamilie Rohrbach.